# Oficina de Propietat Intel·lectual de la Unió Europea
|  | No s'ha de confondre amb l'Oficina Europea de Patents (OEP). |

L'Oficina de Propietat Intel·lectual de la Unió Europea o EUIPO és una agència europea responsable del registre de marques de la Unió Europea (UE) amb seu al País Valencià a la ciutat d'Alacant des de l'any 1994. El 2023 Jorma Hanski n'és el president i el director executiu el portuguès João Negrão. L'any 2021 hi treballaven uns 1100 funcionaris. El 2023, l'impacte econòmic a la regió d'Alacant s'estimava a uns 400 milions d'euros. Abans de març de 2016 es deia Oficina per a l'Harmonització del Mercat Interior.

## Missió
S'encarrega dels procediments de registre dels títols de propietat intel·lectual de la indústria europea i garanteix l'accés públic d'aquests registres. També aporta informació legal amb els sistemes judicials dels Estats membres per als judicis en casos de requeriments d'invalidació de títols registrats.
L'Oficina és una entitat pública amb personalitat jurídica que gaudeix d'independència legal, administrativa i econòmica segons el dret comunitari europeu. El Tribunal de Justícia de la Unió Europea supervisa les decisions de l'Oficina.

## Simposi de jutges europeus a l'EUIPO
Cada dos anys l'EUIPO organitza el Simposi de Jutges Europeus sobre marques registrades i afers de disseny, amb la finalitat de promoure l'harmonització en l'aplicació de la normativa europea, en tots els àmbits jurisdiccionals i, en particular, els tribunals. Hi existeixen tribunals estatals de la UE que mantenen disputes de jurisdicció en la violació o validesa de les marques i dissenys registrades a nivell europeu. El primer simposi va celebrar-se a Luxemburg el 1999, i des de 2001 s'organitza a Alacant. Jutges provinents dels Estats membres, així com dels membres candidats, hi assisteixen amb representants dels Tribunals de Justícia dels seus països.